# Martin Luther King Jr. Memorial Library

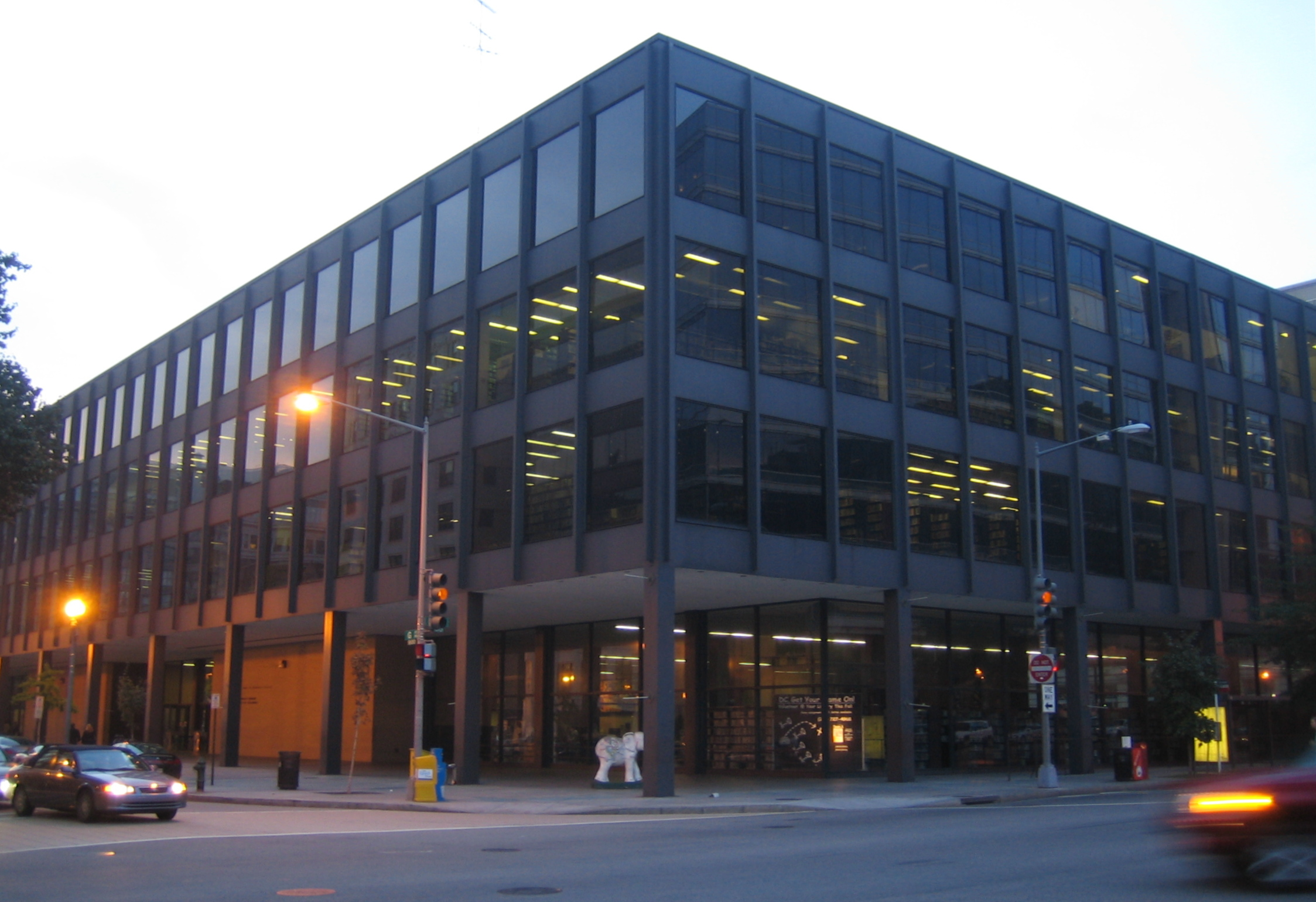
Martin Luther King Jr. Memorial Library

De Martin Luther King Jr. Memorial Library is de hoofdvestiging van de District of Columbia Public Library. De openbare bibliotheek werd ontworpen door Ludwig Mies van der Rohe en is een voorbeeld van het nieuwe bouwen in Washington D.C.. De bibliotheek is vernoemd naar Martin Luther King.
Het gebouw werd geopend in 1972 en kostte $ 18 miljoen maar het wordt geplaagd door problemen in zijn Heating Ventilation Air Conditioning. Het gebouw huisvestte eerder de centrale bibliotheek en werd later gebruikt door de University of the District of Columbia en meer recent als stadsmuseum.